# Домінуючий колір
Домінуючий колір — переважаючий колір у колоритній гамі художнього твору.
Домінуючий колір дає уявлення про інтер'єр і його атмосфері в цілому, причому відразу, з одного погляду. Домінуючий колір підтримує цілісність композиції і атмосфери і її смислову єдність.
Другий колір в композиції часто називають підтримуючим. Він доповнює домінуючий колір. Їх поєднання, власне, і створює колірну композицію. У разі рівності двох кольорів вони починають боротися за нашу увагу, і простір виглядає суперечливим, роздробленим і еклектичним.

Одне з найважливіших умов створення колірної гармонії в палітрі інтер'єру — це домінування одного з квітів. Домінуючий колір займає, як правило, велику площу. Це площині підлоги, стін або стелі. Саме цей колір визначає колірну гаму і створює настрій інтер'єру.
Домінуючий колір дає уявлення про інтер'єр і його атмосфері в цілому, причому відразу, з одного погляду. Домінуючий колір підтримує цілісність композиції і атмосфери і її смислову єдність.
Другий колір в композиції часто називають підтримуючим. Він доповнює домінуючий колір. Їх поєднання, власне, і створює колірну композицію. У разі рівності двох кольорів вони починають боротися за нашу увагу, і простір виглядає суперечливим, роздробленим і еклектичним.
У разі колірної гармонії, побудованої на двох кольорах, гарні пропорції домінуючого і підтримує кольору 75:25 або 80:20.
Як правило, цікавіше виглядають інтер'єри з колірною тріадою. У цьому випадку з'являється третій колір, який виконує роль акцентного. Окремі предмети і елементи декору створюють акценти — кольорові плями, що пожвавлюють простір. Пропорція основного, що підтримує і акцентного квітів може бути такою: 70: 20: 10.
Використання чотирьох, п'яти і більше квітів ще більше збагачує палітру інтер'єру. Однак додаток кожного кольору все більш ускладнює завдання створення гармонійної композиції.
При визначенні колірної температури композиції доцільно уникати рівності теплих і холодних кольорів. Рівність може зробити простір невиразним. Віддавати простір у владу одному тепла або холоду теж не варто. Абсолютна перевага теплих тонів зробить інтер'єр задушливим і важким. Тільки холодні кольори створять неживий, негостинний і холодний будинок.
Хороші пропорції тепла — холоду виходять, коли при явному домінуванні одного присутній трохи іншого. Наприклад, домінуючий — теплий, що підтримує — теплий, який акцентував — холодний. Або домінуючий — холодний, що підтримує — холодний, який акцентував — теплий.